# Светий Петер (Піран)
Светий Петер (словен. Sveti Peter) — поселення в общині Піран, Регіон Обално-крашка, Словенія. Висота над рівнем моря: 210 м. Назва означає «Святий Петро», кому присвячена помісна церква. 